# H0-skala

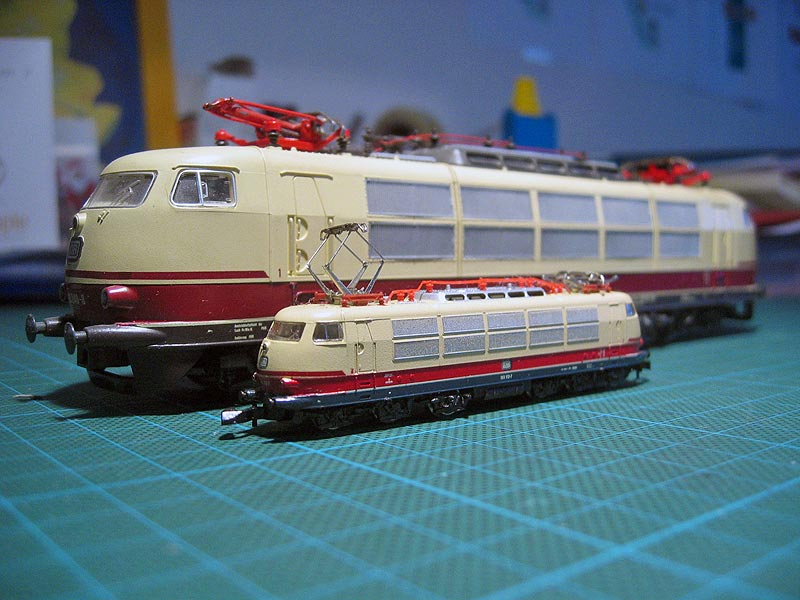
Modeller av Deutsche Bahns lokomotiv BR 103. I bakgrunden syns ett lok i skala H0, i förgrunden ett i skala Z.

H0-skalan är en skala inom modellbygge, och då särskilt beträffande modelljärnvägar, vilken har förhållandet 1:87. Skalan fick sitt namn av att den var ungefär hälften så stor som den tidigare vanliga 0-skalan (1:45 eller 1:48). 
Modelljärnvägar i skala H0 tillverkas av bland andra Fleischmann, Märklin, Piko, Mehano och Roco och är den vanligaste skalan för småserietillverkare och självbyggare.